# Crambus cockleellus
Crambus cockleellus là một loài bướm đêm trong họ Crambidae.